# Nicolas-Edme Rétif
Nicolas-Edme Rétif, met alias Restif de la Bretonne of Rétif (Sacy, 23 oktober 1734 – Parijs, 3 februari 1806) was een Frans schrijver. Retifisme, het woord voor schoenfetisjisme is naar hem genoemd.

## Biografie
Rétif was een boerenzoon die enige scholing kreeg van Jansenisten te Bicêtre. Vervolgens ging hij aan de slag bij een drukker te Auxerre en nog later te Parijs. Hij trouwde in 1760. Na zijn huwelijk begon hij te schrijven en schreef meer dan 200 boeken. Een deel had een sociaal realistische stijl en gaf een goed beeld op het leven net voor de Franse revolutie. Een andere deel betrof seksuele fantasieën waaronder de schoenfetisj.

## Werken
- Le Pied de Fanchette (1769)
- Le Pornographe (1769), plan voor het reguleren van prostitutie, dat naar verluidt feitelijk is uitgevoerd door keizer Joseph II, terwijl er niet een paar afstandelijke hints zijn aangenomen door continentale landen.
- Le Paysan perverti (1775), erotische roman met een moreel doel, opgevolgd door La Paysanne Pervertie (1784).
- La Vie de mon père (1779)
- La Découverte Australe par un Homme-Volant (1781), werk van proto-sciencefiction dat berucht is om zijn profetische uitvindingen.
- Les Contemporaines (42 vols., 1780-1785), uitgebreide verzameling korte verhalen
- Ingenue Saxancour (1785)
- Les Nuits de Paris (begin 1786: reportage met inbegrip van de bloedbaden in september van 1792)
- Anti-Justine (1793), tegenreactie op de roman Justine of De tegenspoed der deugdzaamheid (1791) van Markies de Sade. Vertaling: Anti-Justine of De wellust der liefde, (1997).
- Monsieur Nicolas, ou Le Cœur Humain Dévoilé (1794-1797)
- Les Posthumes (1802)

- Bibsys: 90358089
- Biblioteca Nacional de España: XX830043
- Bibliothèque nationale de France: cb11921619k (data)
- Catàleg d'autoritats de noms i títols de Catalunya: 981058527479706706
- CiNii: DA00914720
- Gemeinsame Normdatei: 11864193X
- International Standard Name Identifier: 0000 0001 2023 0602
- Library of Congress Control Number: n50077305
- Bibliotheek van het Japanse parlement: 00454023
- Nationale Bibliotheek van Tsjechië: jn19992001018
- Nationale bibliotheek van Australië: 35448803
- Nationale Bibliotheek van Israël: 987007266920705171
- Nationale Bibliotheek van Polen: a0000001180174
- Nationale en Universitaire bibliotheek Zagreb: 000096687
- Nederlandse Thesaurus van Auteursnamen: 068973349
- LIBRIS: 197560
- SNAC: w6446zmc
- Système universitaire de documentation: 027095924
- Trove: 956617
- Union List of Artist Names: 500086714
- Virtual International Authority File: 29539705